# Ağrı

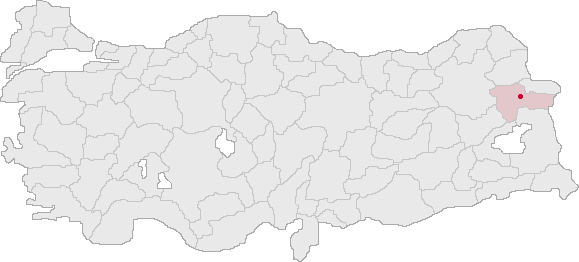
Stadens och provinsens läge i Turkiet.

Ağrı (kurdiska: Qerekose) är den administrativa huvudorten för provinsen Ağrı i östra Turkiet. Staden ligger nära berget Ararat nära gränsen mellan Turkiet och Armenien, och hade 105 623 invånare i slutet av 2011. Majoriteten av befolkningen är kurder, men det finns även armenier och turkar.[källa behövs]
Ağrı är en väldigt fattig stad med hög arbetslöshet och staden fungerar som en knutpunkt för smuggling mellan Turkiet och Iran.[källa behövs]